# 戦う操縦士
『戦う操縦士』（たたかうそうじゅうし、フランス語原題：Pilote de guerre、英語: Flight to Arras）は、アントワーヌ・ド・サン＝テグジュペリの戦争での実体験に基づく、アメリカ合衆国への亡命中の1942年にアメリカとフランスで刊行された小説。1943年にはリヨン、そしてリールで地下出版がなされた。なお、第二次世界大戦が始まる直前の1939年3月に『人間の土地』を発表しており、1940年には初の出撃をしている。

## 内容

著者の他の作品である『星の王子さま』と同様に、物語の冒頭に献辞が添えられている。
第二次世界大戦においてフランスはドイツ軍の電撃的な侵攻を要塞マジノ線などで防ぐことができず、カンブレーやアブヴィルなどのフランス北部の一部はドイツ軍の支配下にあった。
学院生活の遠い思い出に浸っていたサン=テグジュペリはデュテルトルと共に隊長(アリアス少佐)に呼び出される。彼らの所属するII/33部隊は偵察の任務を言い渡されることとなる。サン=テグジュペリの所属する偵察部隊は敵軍の位置もろくに捉えられない状況で、司令部からドイツ軍の情報を持ち帰ってくるように出撃を命じられる。
英訳であるFlight to Arras(アラスへの飛行)の名の通り、アラスまで偵察に行くのだが、実際は偵察そのものよりもヒューマニズム、つまり人間とは何か、や生と死から生まれる哲学をより深く描いている。

## 反響
本作はアメリカの参戦を呼びかける意図が存在し、神やキリスト教についての言及からもそれが汲み取れる。ただし、アメリカは1941年にはすでに太平洋戦争に参戦している。ナチスドイツの占領下で1943年、ヴィシー政府によりフランスでは発禁処分となった。その後ヒトラーの名前が出てくるセンテンスを削除して刊行された。本作はヒトラーの著書『我が闘争』に対する民主主義側からの返答とされる。

## 日本語訳書
- 堀口大學訳『戦う操縦士』〈新潮文庫〉新潮社、1956年。度々改版
- Saint-Exupéry, Antoine de; Phillips, John『戦う操縦士』山崎庸一郎訳、みすず書房〈サン=テグジュペリ・コレクション 4〉、2000年。全国書誌番号:20097228。新装版
- Saint-Exupéry, Antoine de『戦う操縦士』鈴木雅生訳、光文社〈光文社古典新訳文庫〉、2018年。ISBN 9784334753726。 NCID BB25711746。全国書誌番号:23023622。